# 제9비행사단
제9비행사단(일본어: 第9飛行師団 다이큐히코시단[*])은 일본 제국 육군 항공대의 항공사단이다. 통칭호는 "翔 쇼[*] 15350"
일본군이 점령한 네덜란드령 동인도 스마트라섬의 팔렘방 유전지대 방공을 위해 1943년 12월 10일에 창설되었다. 제3항공군에 소속되어 있었다.

## 지휘부
| # | 계급 | 성명              | 취임일           | 이임일          | 비고  |
| - | ---- | ----------------- | ---------------- | --------------- | ----- |
| 1 | 소장 | 시마다 류이치     | 1943년 12월 11일 | 1944년 10월 2일 | [ 1 ] |
| 2 | 소장 | 하시모토 히데노부 | 1944년 10월 2일  | 1945년 7월 16일 | [ 2 ] |
| 3 | 소장 | 시로긴 시게지     | 1945년 7월 18일  | 1945년 9월 30일 | [ 3 ] |

| # | 계급 | 성명              | 취임일           | 이임일           | 비고  |
| - | ---- | ----------------- | ---------------- | ---------------- | ----- |
| 1 | 대좌 | 가와베 주자부로   | 1943년 12월 11일 | 1944년 12월 30일 | [ 4 ] |
| 2 | 대좌 | 나가하마 히데아키 | 1944년 12월 30일 | 1945년 7월 18일  | [ 5 ] |
| 3 | 중좌 | 가미카사 다케토   | 1945년 7월 18일  | 종전             | [ 6 ] |

## 전투 서열, 종전당시
| 전투부대 - 비행 제87전대 (전투) - 독립비행 제44중대 (사령부 정찰) | 비행장부대 - 제8항공지구사령부 - 제22항공지구사령부 - 제46비행장대대 - 제76비행장대대 - 제87비행장대대 - 제893비행장대대 | 정보부대 - 제7항공정보연대 - 제14항공정보연대 - 제18항공정보대 |

## 장비
- 전투기
  - 1식 전투기
  - 2식 단좌전투기
  - 2식 복좌전투기
  - 99식 기습기
- 정찰기
  - 100식 사령부정찰기
- 고사포
  - 99식 8 cm 고사포
  - 3식 12 cm 고사포
  - 88식 7 cm 야전고사포

## 기록

### 계보
- 1943년 12월 10일, 第9飛行師団 →제9비행사단

### 소속
- 제3항공군, 1943년 12월

## 참고 자료
- 秦郁彦 (2005). 《日本陸海軍総合事典》 (일본어) 2판. 東京大学出版会.
- 外山操 (1981). 《陸海軍将官人事総覧 陸軍篇》 (일본어). 芙蓉書房.
- 外山操 (1987).  森松俊夫, 편집. 《帝国陸軍編制総覧》 (일본어). 芙蓉書房.
- 木俣滋郎 (1987). 《陸軍航空隊全史》. 航空戦史シリーズ90 (일본어). 朝日ソノラマ.
- 《太平洋戦争師団戦史》. 別冊歴史読本 戦記シリーズNo.32 (일본어). 新人物往来社. 1996.
- 防衛研究所戦史室 (1976). 《陸軍航空の軍備と運用（3）大東亜戦争終戦まで》. 戦史叢書 (일본어). 朝雲新聞社. ASIN: B000J9J2WO.